# Давыдкова (Слободо-Туринский район)
Давыдкова — деревня в Слободо-Туринском районе Свердловской области России, входит в состав муниципального образования «Слободо-Туринское сельское поселение». 

## География
Деревня Давыдкова расположена в 11 километрах (по дорогам в 16 километрах) к северу от села Туринская Слобода, на правом берегу реки Туры, между самой рекой и озером-старицей.

## Крестовоздвиженская церковь
В 1906 году была построена деревянная однопрестольная церковь, которая была освящена в честь Воздвижения Креста Господня. Церковь была закрыта в 1930 году.

## Население
| 2002 | 2010 | 2021 |
| ---- | ---- | ---- |
| 31   | ↘12  | ↗13  |